# Nora Cortiñas
Nora Morales de Cortiñas, meglio conosciuta come Nora o Norita Cortiñas (Buenos Aires, 22 marzo 1930 – Morón, 30 maggio 2024), è stata un'attivista e psicologa argentina, cofondatrice dell'Associazione delle Madri di Plaza de Mayo.

## Biografia
Nora Morales nacque a Buenos Aires il 22 marzo 1930. Si laureò in psicologia sociale presso la facoltà di scienze economiche dell'Università di Buenos Aires, nella quale successivamente divenne anche professoressa.
Si sposò all'età di 19 anni con Carlos Cortiñas, col quale ebbe due figli: Carlos Gustavo e Marcelo. Il figlio maggiore, militante del Partito Giustizialista e dell'organizzazione peronista Montoneros, fu arrestato e scomparve a Castelar, nella provincia di Buenos Aires, nell'aprile 1977, all'epoca impiegato presso il ministero dell'economia. Precedentemente il figlio fu stato anche membro dall'INDEC (l'Instituto Nacional de Estadística y Censos) e della Commissione nazionale dei valori (Comisión Nacional de Valores).
Dal 1977 Nora Cortiñas divenne quindi un'attivista a favore dei diritti dell'uomo. Fece parte delle Madri di Plaza de Mayo, associazione formata prevalentemente da madri dei dissidenti scomparsi durante la dittatura argentina della seconda metà degli anni '70, richiedenti alle autorità la punizione per i colpevoli dei rapimenti, torture e sparizioni forzate delle circa 30.000 persone scomparse. Viaggiò in tutti i continenti cercando la solidarietà dei parenti degli scomparsi e la sanzione dei colpevoli dei crimini contro l'umanità nel suo Paese. Come docente universitaria condusse analisi e studi sul rapporto tra dittatura militare, debito estero e crisi economica in Argentina.
Negli anni il movimento delle Madri di Plaza de Mayo si divise in due gruppi: lei rimase in attività in quello denominato "Línea Fundadora" mentre l'altro fu guidato da Hebe de Bonafini.
Mostrò il suo sostegno anche alla causa dell'aborto legale, intervenendo alla marcia del movimento femminista Ni una menos del giugno 2018.
Ricoverata in ospedale per un'ernia, Nora Cortiñas morì a Morón, vicino a Buenos Aires, il 30 maggio 2024, all'età di 94 anni.

## Premi e onorificenze
- Laurea honoris causa dell'Université libre de Bruxelles (2000)[9], dell'Università nazionale di Salta (2004)[10], dell'Università di Buenos Aires (2012) e dell'Università nazionale di Entre Ríos (2019).[11]
- Inaugurazione del teatro "Nora Cortiñas" a lei quindi dedicato "per la sua instancabile lotta in difesa dei diritti umani e la sua solidarietà permanente con tutte le lotte del popolo argentino" (2010).
- Premio per i diritti umani assieme all'attivista ruandese Victoire Ingabire Umuhoza (2019).[12]